# زمین‌لرزه ۱۹۹۳ ژاپن
زمین‌لرزه ژاپن  در تاریخ ۱۵ ژانویه ۱۹۹۳ میلادی، برابر با ‎۲۵ دی ۱۳۷۱، ساعت ۱۱:۰۶:۰۱ به زمان یوتی‌سی در ژاپن رخ داد. ژرفای این زلزله ۹۴٫۹ کیلومتر بود، و بزرگی آن ۷٫۶ در مقیاس Mw اعلام شده‌است. زمین‌لرزه به وقت محلی در روز جمعه، ساعت ۲۰ روی داده و منطقه زمانی آن یوتی‌سی +۹ بوده‌است .
سازمان زمین‌شناسی آمریکا نیز رومرکز این زمین‌لرزه را در مختصات ۴۲°۵۸′۵۵″شمالی ۱۴۴°۰۹′۵۴″شرقی / ۴۲٫۹۸۲°شمالی ۱۴۴٫۱۶۵°شرقی و ژرفای آنرا در ۱۱۲ کیلومتر گزارش کرده‌است. بزرگی برگزیدهٔ این سازمان از میان بزرگیهای محاسبه‌شدهٔ مختلف ۶٫۱ در مقیاس Mb بوده و از دید اثر، در میان چهار دسته‌بندی «نامحسوس»، «محسوس»، «زیان‌آور» یا «با تلفات»، زلزله را «نامحسوس» اعلام کرده‌است.
پروژهٔ «تنسور گشتاور مرکزوار» زاویه‌های (راستا، شیب، ریک) گسل سازندهٔ زمین‌لرزه و صفحه عمود بر آنرا (°۱۳۳، °۶، °۳۶-) یا (°۲۵۹، °۸۶، °۹۵-) و نوع گسل را «عادی» فرارسانده‌است.
شمار کشتگان زلزله حدود ۲ نفر بوده‌است.تعداد زخمیان ۹۶۷ نفر برآورده شده‌است.